# Black Country Rock
Black Country Rock is een nummer van de Britse muzikant David Bowie, uitgebracht als de derde track op zijn album The Man Who Sold the World uit 1970.

## Achtergrond
"Black Country Rock" is een upbeat bluesrocknummer en is beschreven als een "uitstelling" van zowel de muzikale als the thematische heftigheid van de rest van het album. De stijl van het nummer wordt vergeleken met die van Marc Bolan's band T. Rex, mede door Bowie's imitatie van Bolan's vibrato in het laatste couplet. Volgens producer Tony Visconti had Bowie de muziek al klaar toen de opnamen van het album begonnen, maar werd de tekst pas op het laatste moment bedacht in de studio. De imitatie van Bolan deed Bowie "spontaan, omdat hij door zijn teksten heen was... we dachten allemaal dat het cool was, dus het bleef".
Het nummer is uitgebracht als de B-kant van de single "Holy Holy" uit 1971 en de Portugese uitgave van "Life on Mars?" uit 1973. Het nummer staat op de soundtrack van de film The Kids Are All Right uit 2010.

## Muzikanten
- David Bowie: zang, akoestische gitaar
- Mick Ronson: elektrische gitaar
- Tony Visconti: basgitaar, piano, elektrische gitaar
- Mick "Woody" Woodmansey: drums, percussie